# Celtic (paquebot de 1901)
Pour les articles homonymes, voir Celtic.
Le Celtic est un paquebot britannique de la White Star Line mis en service en 1901. Second navire de la compagnie à porter ce nom (le premier ayant été construit en 1872), il se démarque par sa taille en étant le premier navire surpassant le tonnage du Great Eastern. Il est le dernier navire commandé par Thomas Henry Ismay avant sa mort, en 1899. Sa grande taille (il peut transporter près de 3 000 passagers) et sa vitesse très réduite mais économique (16 nœuds, tandis que les paquebots modernes naviguent alors en moyenne à 19/20 nœuds) inaugurent une nouvelle politique de la compagnie visant à privilégier la taille, le luxe et le confort, au détriment de la vitesse. Trois autres navires de conception presque similaire le suivent, le Cedric, le Baltic et l'Adriatic. À eux quatre, ils deviennent célèbres sous le nom de Big Four.
Affecté à la ligne entre Liverpool et New York, le Celtic expérimente donc un mode de rotations plus lentes qu'à l'habitude, mais est également utilisé pour une longue croisière en 1902 qui rencontre un certain succès. En 1907, il est brièvement utilisé pour le compte de l'American Line sur la ligne de Southampton, avant que la White Star n'installe son propre service rapide sur cette route. Depuis Liverpool, les Big Four assurent un service lent mais plus économique, tant pour la compagnie que pour les passagers. Lorsque survient la Première Guerre mondiale, le Celtic est tout d'abord converti en croiseur auxiliaire. L'Amirauté conclut cependant rapidement qu'un tel navire n'est pas idéal pour ces fonctions, et le transforme en transport de troupes. Bien qu'ayant heurté une mine en 1917, il est réparé et poursuit sa carrière.
À partir de 1920, et après avoir subi une refonte réduisant son nombre de passagers, il reprend son service transatlantique qui n'est troublé que par quelques collisions. Cette carrière commerciale cesse cependant le 10 décembre 1928 : par forte mer alors qu'il approche de Cobh, le Celtic heurte des rochers et s'échoue. Si tous les passagers sont sauvés, la compagnie juge en revanche inutile de tenter de sauver le paquebot qui est démantelé sur place. L'opération dure jusqu'en 1933.

## Histoire

### Conception et construction

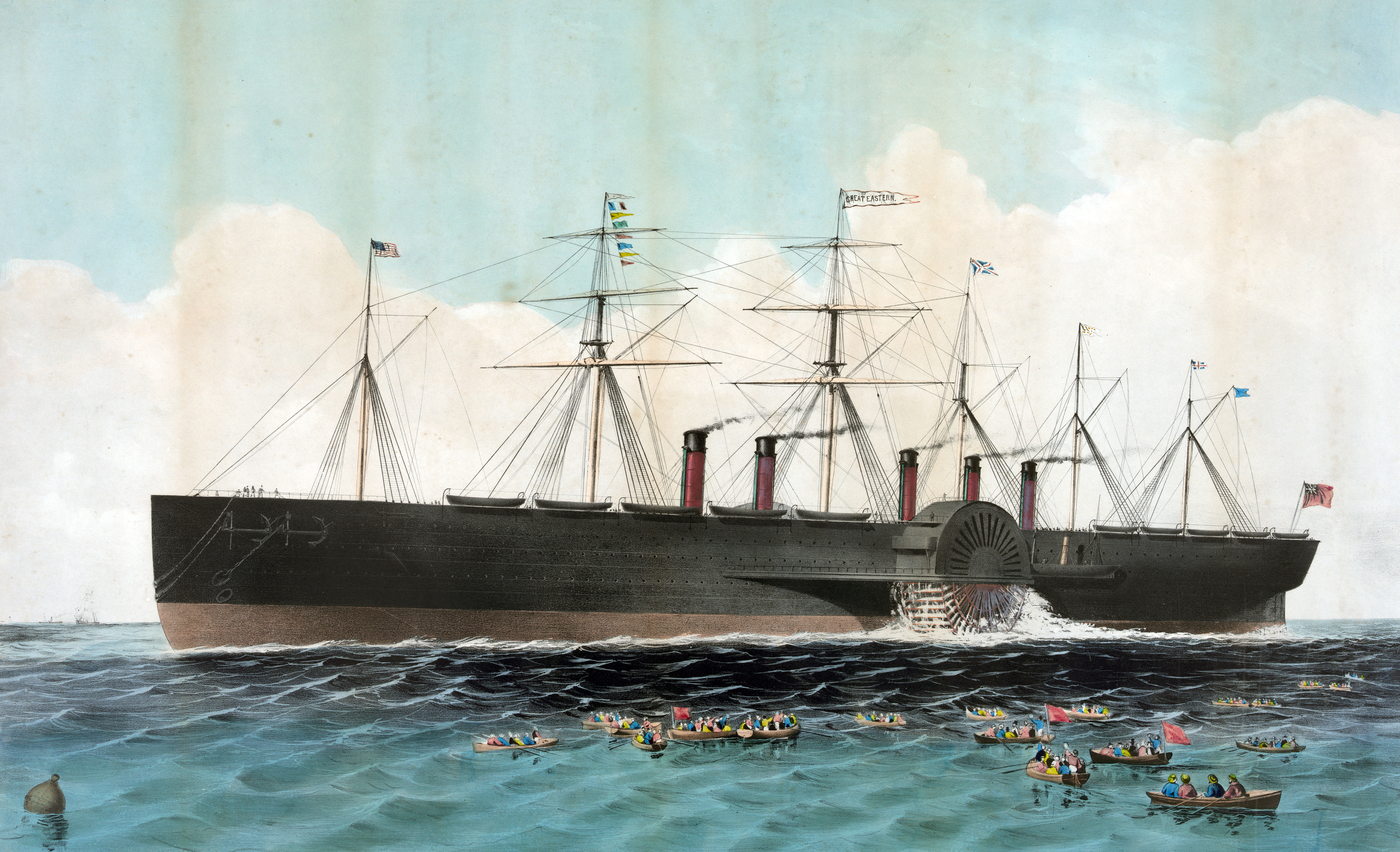
Lors de sa mise en service en 1901, le Celtic est le premier navire à dépasser le tonnage du Great Eastern, lancé plus de quarante ans auparavant.

Après la construction de l'Oceanic mis en service en 1899, un jumeau lui est commandé par Thomas Henry Ismay, l'Olympic. La mort d'Ismay, la même année, met cependant fin à la construction. Le Celtic est pour sa part le dernier paquebot commandé du vivant d'Ismay : il est difficile de savoir si ce projet se confondait avec l'Olympic, où s'il s'agissait de deux projets distincts. Dans tous les cas, à la mort du président de la White Star Line, tous les efforts des chantiers Harland & Wolff de Belfast sont tournés vers le second navire. Le paquebot répond à de tout nouveaux objectifs : avec lui, la compagnie abandonne définitivement la course à la vitesse et ne cherche plus jamais à remporter le prestigieux Ruban bleu, privilégiant la stabilité, le confort et les économies. Si ce changement est réellement inauguré par le Celtic, il a déjà été testé à plus petite échelle quelques années auparavant sur le Cymric. Le succès de la formule est suffisant pour que la White Star en tire sa nouvelle ligne directrice pour les trois décennies qui suivent, jusqu'à sa disparition.
Le Celtic est donc conçu pour atteindre une vitesse moyenne de 16 nœuds, qui est celle qu'atteignaient les navires de la White Star déjà presque trente ans plus tôt. En revanche, le paquebot, avec ses 20 904 tonneaux de jauge brute, est le premier à dépasser la jauge du Great Eastern mis en service en 1860. Il est par ailleurs le premier navire à dépasser la barre symbolique des 20 000 tonneaux. Il tranche avec les précédents navires de la White Star, célèbres pour leur forme longiligne, en affichant une largeur maximale de presque 23 mètres, autre record, tandis que sa longueur ne dépasse pas celle de l'Oceanic. Sa grande capacité de charge et son fort tirant d'eau obligent par ailleurs à draguer les chenaux menant à Liverpool en vue de son futur passage.
Le lancement du Celtic survient le 4 avril 1901, puis sa mise en état se fait rapidement, le navire étant remis à la White Star le 11 juillet pour une traversée inaugurale devant avoir lieu à la fin du mois. La presse se montre alors sceptique devant l'énorme capacité du navire, capable de transporter près de 3 000 passagers et plus de 17 000 tonnes de marchandises : les journaux se demandent en effet comment le navire pourra être rempli. La White Star Line ne partage pas ces craintes puisque, dans le même temps, un second navire bâti sur le même modèle est déjà en construction, le Cedric.

### Débuts de carrière

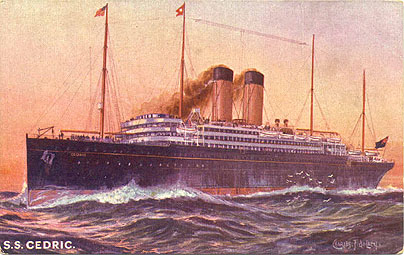
Deux ans après son entrée en service, le Celtic est rejoint par un premier jumeau, le Cedric.

Le Celtic effectue sa traversée inaugurale le 26 juillet 1901 entre Liverpool et New York. Sa taille est telle que son temps de battement dans chaque port est d'une semaine, afin de permettre l'embarquement du charbon, des marchandises, et des passagers. Ceci combiné à sa vitesse moyenne de 16 nœuds confirme l'abandon de la course à la vitesse dans laquelle s'affrontent encore la Cunard Line et la Norddeutscher Lloyd. En février 1902, le paquebot est envoyé en Méditerranée pour une croisière de cinq semaines, avec à son bord 800 passagers, ce qui permet à la White Star Line d'expérimenter ce moyen pour rentabiliser ses navires durant la morte-saison. Tandis que deux nouveaux navires le rejoignent en 1903 et 1904 (le Cedric et le Baltic, la carrière du Celtic n'est troublée à cette époque que par quelques incidents. Une collision survient ainsi sur la Mersey avec le vapeur Heathmore, le 15 avril 1903. Le paquebot en sort avec un trou dans sa coque, rapidement réparé. Quelques mois plus tard, il est également touché par un incendie mineur qui détruit une cargaison de coton dans sa cale. Le 25 décembre 1905, la nuit de Noël est troublée par une vague scélérate qui heurte le navire et envahit une partie des installations de deuxième classe, endommageant notamment des panneaux de verre dans le fumoir, emportant avec elle une porte, et effrayant les passagers.
Malgré ces incidents, le Celtic est un franc succès : en septembre 1904, il établit un record en transportant de Liverpool à New York 2 957 passagers (plus que sa capacité normale), ce qui est le record absolu de passagers transportés par un paquebot de la White Star Line durant toute l'histoire de la compagnie. Outre ses jumeaux, les Big Four, le succès du Celtic inspire la construction, toujours par Harland & Wolff, de l'Amerika de la compagnie allemande HAPAG, qui reprend son profil et ses caractéristiques, tout en étant légèrement plus rapide et surtout plus luxueux.
En avril et mai 1907, alors que la White Star Line est depuis plusieurs années englobée dans l'International Mercantile Marine Co., le Celtic est employé durant deux traversées par une compagnie sœur, l'American Line, qui l'utilise en remplacement du St. Paul sur la ligne de Southampton à New York. Durant cette période, le paquebot garde cependant les couleurs de sa compagnie d'origine. Durant l'été qui suit, c'est au tour de la White Star d'ouvrir son propre service au départ de Southampton, avec ses navires express, le Majestic, le Teutonic et l'Oceanic, vite rejoints par le dernier des Big Four, l'Adriatic. Le Celtic, ses deux autres jumeaux, et l'Arabic poursuivent pour leur part leur service lent au départ de Liverpool. L'arrivée de l'Olympic sur la ligne rapide en 1911 permet à l'Adriatic de rejoindre ses sister-ships tandis que l'Arabic est transféré sur la ligne de Boston. Les Big Four poursuivent alors leur service en offrant aux passagers moins pressés des prix plus abordables que sur la ligne rapide, au départ de Southampton.

### Première Guerre mondiale

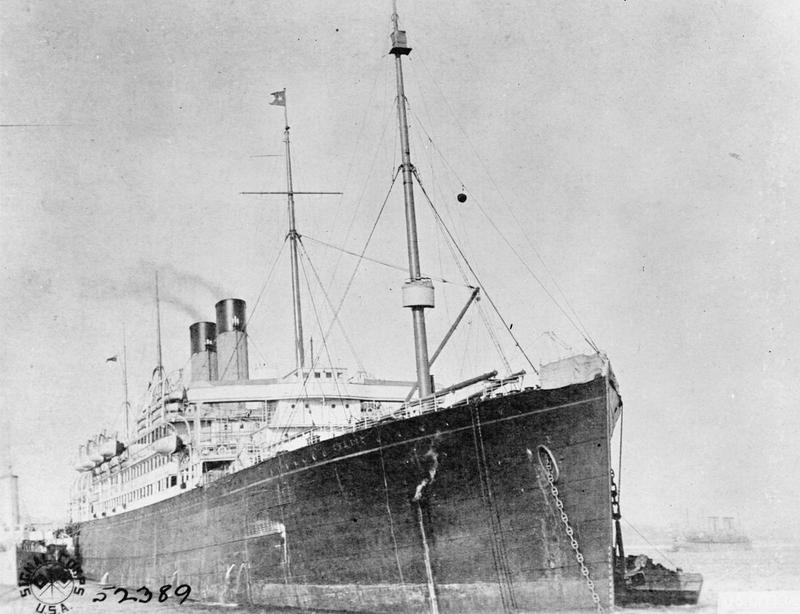
Le Celtic est utilisé pour transporter des troupes et du matériel durant la Première Guerre mondiale, ici à Brest en 1919.

Au début de la Première Guerre mondiale, le Celtic fait partie des quatre navires de la White Star Line qui sont convertis en croiseurs auxiliaires, avec le Cedric, l'Oceanic et le Teutonic. Destiné à effectuer des missions de patrouille en mer du Nord, il est armé de canons et rejoint le 10e escadron de croiseurs. Le Celtic est mis en service le 20 octobre 1914. Il effectue sa première mission de patrouille le 4 décembre 1914, sous le commandement d'un capitaine de la Royal Navy assisté par son ancien commandant civil, le capitaine Hambleton. L'Amirauté britannique prend cependant vite conscience de l'inutilité de tels navires, trop imposants pour remplir idéalement les missions qui leur sont confiées. Dès janvier 1916, le Celtic est donc retiré du service.
Il ne reste pourtant pas inactif : aussitôt après la fin de son service comme croiseur, il est transformé en transport de troupes, mission favorisée par sa grande taille qui lui permet d'embarquer un grand nombre de soldats et de bonnes quantités de matériel. Ses premières traversées, au début de 1916, l'emmènent entre Liverpool et l'Égypte. À partir du 7 mars, il reprend finalement son service commercial entre Liverpool et New York. Le 14 février 1917, alors qu'il se dirige vers l'Amérique et navigue au large de l'île de Man, il heurte une mine qui tue 17 personnes à son bord et ouvre une brèche dans une de ses cales. Malgré les dégâts, son capitaine, Bertram Fox Hayes, parvient à faire revenir le paquebot à Peel Bay, puis Belfast pour des réparations.
C'est durant ces réparations que le navire est réquisitionné dans le cadre du Liner Requisition Scheme le 17 avril 1917. Avec ses jumeaux, il est affecté à des missions de transport de matériel depuis les États-Unis. Leur principale mission consiste à transporter du pétrole dans leur soute, chaque navire pouvant en transporter 700 tonnes par voyage jusqu'à Liverpool, où il est récupéré pour approvisionner les navires de la Navy. Ce service est également troublé : en mars 1918, le U-Boot UB-77 torpille le Celtic en mer d'Irlande. Six personnes sont tuées à bord, mais encore une fois, le paquebot ne coule pas, son équipage ayant décidé de l'échouer provisoirement. Il est remorqué à Liverpool et à nouveau réparé. Le 17 mai 1919, le gouvernement britannique le rend finalement à ses propriétaires, qui l'envoient aux chantiers Harland & Wolff afin de le remettre en état en vue de son retour sur la ligne de New York.

### Retour en service commercial et fin de carrière

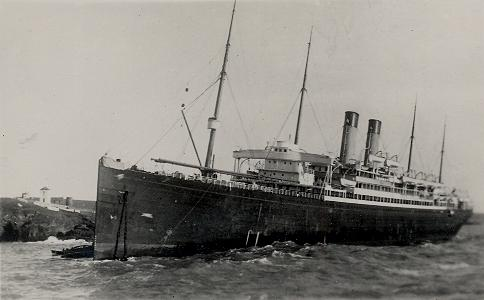
Le Celtic échoué au large de Cobh.

En 1920, après des travaux pour lui redonner ses décors d'origine, le Celtic reprend la mer sur la route Liverpool – New York. Pour l'adapter aux nouveaux types de clientèle et à la baisse du nombre d'immigrants sur l'Atlantique Nord, sa capacité est fortement réduite à 350 passagers de première, 250 de deuxième et 1 000 de troisième classe. Il connaît par la suite plusieurs incidents. Le 25 avril 1925, il heurte le Hampshire Coast en mer d'Irlande, sans subir de dégâts importants ; le navire côtier, en revanche, est plus sérieusement endommagé mais regagne le port sans sombrer. La même année, il perd une hélice dans le port de Boston et doit retourner à quai, forçant ses passagers à partir en train pour New York afin de prendre un autre navire.
Le 29 janvier 1927, le Celtic est à nouveau impliqué dans une collision, cette fois-ci avec l'Anaconda du United States Shipping Board, au large de Long Island. Les deux navires n'en sortent qu'avec des dégâts mineurs (deux cabines du pont C du paquebot sont détruites). La même année, alors que des navires plus récents sont mis en service sur l'Atlantique Nord, la White Star Line réaménage le Celtic pour transporter 2 500 passagers, tandis que sa première classe est convertie en classe cabine aux tarifs moins onéreux, pour tenir compte de sa faible vitesse.
La carrière du Celtic prend fin de façon prématurée en décembre 1928. Le 1er décembre, le paquebot quitte New York pour Cobh, via Boston, avec à son bord 300 passagers (parmi lesquels un bon nombre des survivants du naufrage du Vestris), 350 membres d'équipage et une importante cargaison. Le voyage se déroule sans incident et par beau temps sous le commandement du capitaine Gilbert Berry, jusqu'à la nuit du 9 au 10. À l'approche de Cobh, le temps se durcit et il devient impossible d'embarquer le pilote côtier. Berry décide donc d'annuler l'escale et de partir directement pour Liverpool. Quelque temps plus tard, le temps semblant s'arranger, le capitaine change d'avis et revient vers Cobh pour tenter d'y débarquer les passagers et sacs de courrier qui devaient s'y arrêter. Il faut pour cela stopper le navire au large en attendant que le pilote revienne. Lorsque sa barge approche du navire, le temps s'est à nouveau agité, et il lui est impossible d'embarquer. À 4 h 55, une vague plus forte que le autres accompagnée d'un puissant coup de vent précipite le Celtic sur les rochers de Roche's Point.
Le navire étant endommagé et menaçant de chavirer, son capitaine donne le signal de l'abandon. L'évacuation se fait dans le calme et les passagers sont embarqués sur des transbordeurs, tandis que le navire, de plus en plus précipité sur les rochers, est hors de danger. Dans les jours qui suivent, la cargaison est évacuée, et l'étude des dégâts est menée. La compagnie arrive vite à la conclusion que l'âge du navire, ainsi que sa prime d'assurance de 230 000 livres sterling rendent des réparations peu rentables, et le navire est déclaré perte totale une fois récupéré tout ce qui pouvait l'être.
Les cheminées du paquebot cachant la lumière du phare de Roche's Point sont abattues pour éviter des accidents de navigation, et les opérations de récupération sont poursuivies et facilitées par la construction d'un pont reliant le navire au rivage. Par dommage collatéral, le pont est à l'origine d'une invasion de rats venus de la terre ferme pour coloniser le phare. Finalement, le paquebot est vendu aux démolisseurs danois Petersen & Albeck de Copenhague, et les opérations se poursuivent jusqu'en 1933, offrant du travail aux ouvriers irlandais de la région.

## Caractéristiques et décoration

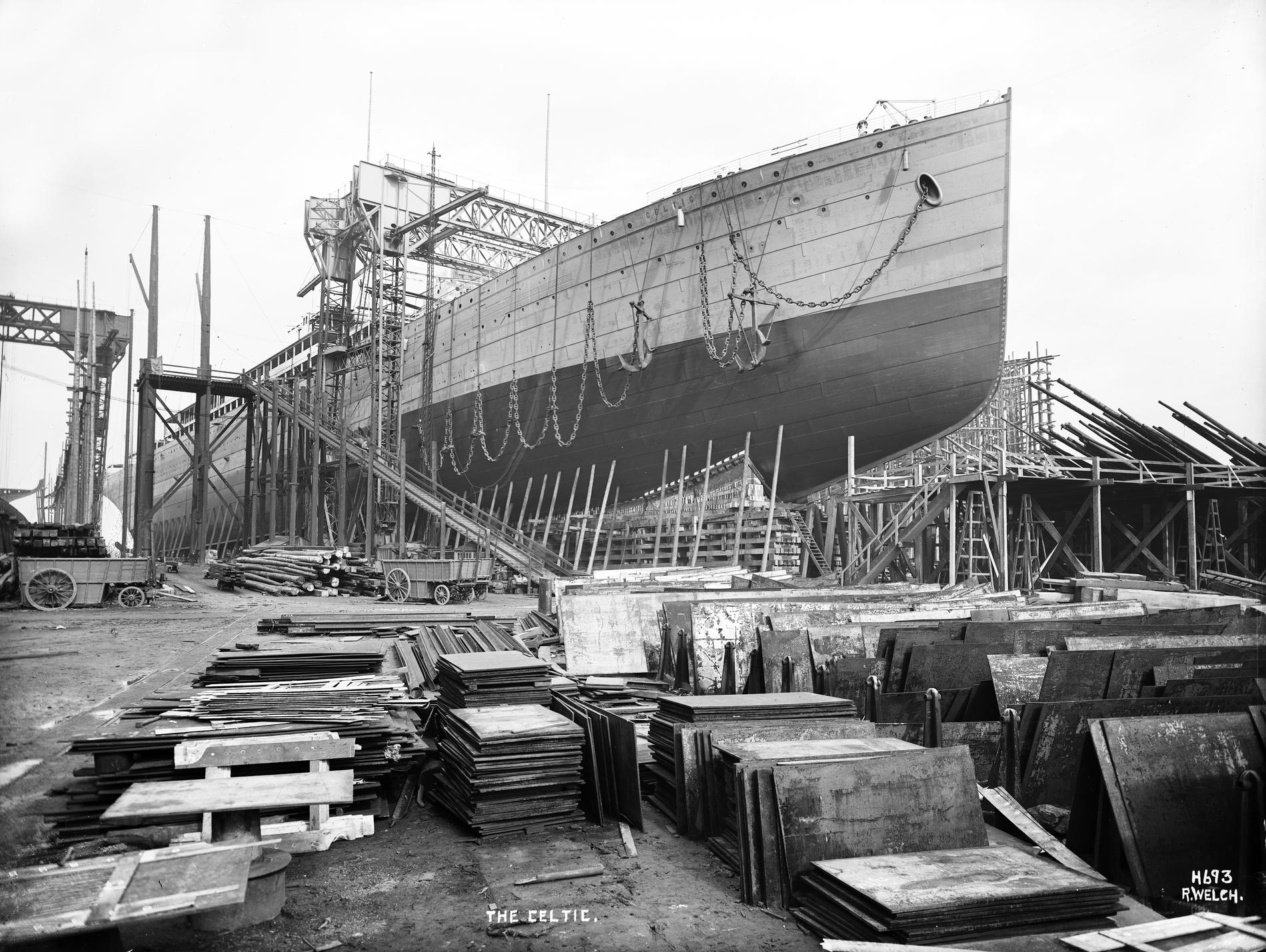
La coque du Celtic durant sa construction.

Le Celtic est le premier navire à dépasser le record de tonnage établi en 1860 par le Great Eastern. Avec 21 035 tonneaux de jauge brute, il est le plus volumineux paquebot mis en service jusque-là, bien qu'il soit rapidement dépassé par ses sister-ships plus imposants. Il mesure 213,8 m sur 22,9, ce qui le rend légèrement moins long que l'Oceanic qui conserve son record jusqu'en 1904. Alimenté par des machines à triple expansion et propulsé par deux hélices, le Celtic peut atteindre une vitesse de 19 nœuds et naviguer en moyenne à 17. Cependant, la compagnie demande par mesure d'économie de naviguer à une moyenne de 16 nœuds, ce qui entraîne une consommation de charbon de 260 tonnes par jour, nettement plus économique que la plupart des navires de l'époque. La silhouette du navire est proche de celle de l’Oceanic, avec coque noire, superstructure blanche et deux cheminées ocre brun et noires. Le navire est également pourvu de quatre mâts qui n'ont pas vocation à recevoir des voiles (mais servent de support aux câbles de la TSF et au nid de pie).
Bien que légèrement plus réduit, le Celtic offre un luxe équivalent à ses sister-ships (bien que l’Adriatic bénéficie d'installations inédites comme sa piscine). Le navire possède des cabines spacieuses, alimentées en électricité, ainsi qu'une majestueuse salle à manger surmontée d'une verrière, et d'un fumoir doté de vitraux rappelant celui du Titanic. Les passagers ont également accès à une bibliothèque, un pont promenade, un salon et un café véranda.
Le paquebot se distingue à l'origine par sa très importante capacité, pouvant transporter 347 passagers de première classe, 160 de deuxième et 2 350 de troisième. En une occasion, en 1904, il transporte à son bord 2 957 passagers, le plus grand nombre de personnes embarquées en temps de paix sur un navire de la White Star Line. En 1920, sa capacité est cependant nettement revue à la baisse, offrant des places pour 350 passagers de première, 250 de deuxième et 1 000 de troisième. Enfin, à partir de 1927, il est converti en navire de classe « cabine », aux tarifs plus avantageux, et peut transporter 2 500 passagers dont on ne connait pas la répartition.